# Gunpoint: terra che scotta
Gunpoint: terra che scotta (At Gunpoint) è un film del 1955 diretto da Alfred L. Werker.
È un film western statunitense con Fred MacMurray, Dorothy Malone, Walter Brennan e Tommy Rettig.

## Produzione
Il film, diretto da Alfred L. Werker su una sceneggiatura e un soggetto di Daniel B. Ullman, fu prodotto da Vincent M. Fennelly per la Allied Artists Pictures e girato a Santa Clarita in California.

## Distribuzione
Il film fu distribuito con il titolo At  negli Stati Uniti dal 25 dicembre 1955 al cinema dalla Allied Artists.
Alcune delle uscite internazionali sono state:
- in Germania Ovest nel 1956 (Den Finger am Abzug e In Acht und Bann)
- in Svezia il 10 settembre 1956 (De laglösa)
- in Austria nel dicembre del 1956
- in Portogallo il 28 gennaio 1957 (Ameaça de Morte)
- in Danimarca il 22 aprile 1957 (På skudhold)
- in Finlandia il 31 maggio 1957 (Uhkaavat aseet)
- in Francia il 5 luglio 1957 (Le doigt sur la gâchette)
- in Spagna il 6 aprile 1958 (Así mueren los valientes, a Barcelona)
- in Spagna il 28 aprile 1958 (a Madrid)
- in Grecia (Fotia kai sidero)
- nel Regno Unito (Gunpoint!)
- in Italia (Gunpoint: terra che scotta)

## Promozione
Le tagline sono:
- "STARTLING as looking down the barrel of a loaded gun!".
- "Every Desperate Moment Brought Them Closer To Gunpoint!".